# Dartu
Die Dartu war ein Gewichtsmaß in Tiflis und wurde nur für den Handel mit Seide verwendet.
- 1 Dartu = 3 Funt (russisch ≈ 409,5 Gramm) = 1,2285 Kilogramm